# Krasznoscsokovói járás
A Krasznoscsokovói járás (oroszul Краснощёковский район) Oroszország egyik járása az Altaji határterületen. Székhelye Krasznoscsokovo.

A Krasznoscsokovói járás az Altaji határterületen

## Népesség
- 1989-ben 23 975 lakosa volt.
- 2002-ben 22 483 lakosa volt, melyből 21 337 orosz, 705 német, 170 ukrán, 38 örmény, 34 fehérorosz, 25 tatár, 15 altaj, 14 mordvin stb.
- 2010-ben 19 251 lakosa volt.